# Реми Кабела
Реми Жозеф Кабела (фр. Rémy Joseph Cabella; Ајачо, 8. март 1990) је француски фудбалер корзиканског порекла који тренутно наступа за Лил. Игра на позицији офанзивног везног играча.

## Успеси
Монпеље
- Прва лига Француске (1) : 2011/12.[5]
- Суперкуп Француске: (финале: 2012)[6]

 Олимпик Марсељ
- Куп Француске: (финале: 2015/16)[7]